# Maximilian Heinrich Rüder
Maximilian Heinrich Rüder (né le 1er octobre 1808 à Eutin et mort le 19 décembre 1880 à Oldenbourg) est un avocat et homme politique oldenbourgeois.

## Biographie

### Études et premières activités
Rüder étudie le droit à l'Université d'Iéna de 1827 à 1831, où il est actif dans la fraternité Jena à partir de 1827 et dans la fraternité Germania Jena (de) à partir de 1830. En tant que porte-parole de liaison, il appartient au groupe radical au sein de cette fraternité qui veut réaliser l'unification de l'Allemagne avec des moyens révolutionnaires. En 1832, il quitte Iéna et se prépare à l'examen d'État à Eutin. En 1833, il y commence sa carrière juridique en tant que procureur au greffe du tribunal de première instance de la principauté de Lübeck. En raison de son appartenance à la fraternité Jena, Rüder est affecté par la vague de persécution déclenchée par la Frankfurter Wachensturm. Arrêté en octobre 1834 sur plainte de la Commission centrale d'enquête de Mayence et accusé de haute trahison. Au cours des deux années de détention provisoire ont suivent, Rüder peut compiler et publier un manuel sur la connaissance de la législation particulière de la Principauté de Lübeck sur la base de la collection matérielle de son beau-frère, le conseiller du gouvernement. Theodor Erdmann (de) (1795-1893). Le 14 février 1837, il est condamné à une peine d'un an de prison pour appartenance à la fraternité et tentative lointaine de haute trahison, qui est déclarée purgée par la détention provisoire. Cependant, il perd également son permis. Sa carrière professionnelle est interrompue jusqu'à ce qu'il soit admis «gracieusement» au deuxième examen d'État en 1840.

### Activité à Oldenbourg
Après l'examen d'État, il ouvre un cabinet d'avocat principal à Oldenbourg. Le 29 novembre 1842, il épouse Johanne Elisabeth Vigelius (19 novembre 1820-31 décembre 1907), le couple a trois fils et deux filles.
À Oldenbourg, Rüder est activement impliqué dans la vie publique du siège grand-ducal. Outre son appartenance au Liedertafel et au Singverein, il est très actif dans le mouvement de tempérance alors en plein essor et est l'éditeur et le rédacteur en chef du magazine «Der Branntwein-Feind » de 1840 à 1843 organe des associations de tempérance du nord-ouest de l'Allemagne.
De plus, en 1839, il est l'un des fondateurs du Literarisch-Geselligen Verein, à partir duquel l' opposition libérale d'Oldenbourg se développe dans les années suivantes. Dans le cadre de cette association, Rüder devient de plus en plus actif politiquement. Avec Carl Franz Nikolaus Bucholtz (de), Dietrich Christian von Buttel (de) et Adolf Stahr, il fonde le Neue Blätter für Stadt und Land en 1843, le premier journal libéral qui souhaite que la population participe à la vie publique et préconise l'introduction d'une constitution. Rüder fait le travail principal dans le département éditorial du journal, qu'il dirige en tant qu'éditeur unique de 1844 à 1851 après que les autres membres fondateurs ont quitté rapidement le journal. Ses diverses activités forment la base d'une carrière politique intense. En 1846, il est  élu au conseil municipal, dont il sera membre pendant douze ans sans interruption.

### La révolution de 1848 et le Parlement de Francfort
Après le déclenchement de la révolution de 1848, Rüder joue un rôle de premier plan dans le mouvement d'Oldenbourg. Depuis ses jours d'étudiant radicaux, cependant, ses vues se sont transformées en un libéralisme modéré, qui veut réorienter le mouvement de mars vers une approche calme et pondérée afin de réaliser les exigences du libéralisme d'avant mars.
Le centre de son activité politique est initialement à Francfort. Comme Oldenbourg n'a pas de bureau de représentation, un comité pour les élections au pré-parlement est formé à l'initiative de Rüder, à partir duquel lui-même et l'avocat Hillart Cropp (de) sont élus comme représentants d'Oldenbourg. Au pré-parlement, il appartient au groupe modéré. Rüder vote contre le droit de vote direct et se prononce résolument contre la déclaration pré-parlementaire de permanence exigée par les représentants démocratiques radicaux. Le 3 avril 1848, il est élu membre du Comité des cinquante, qui prépare les élections du Parlement de Francfort, au cours desquelles il peut à nouveau remporter l'un des mandats d'Oldenbourg. Rüder siège au Parlement du 18 mai 1848 jusqu'au 30 mai 1849, il rejoint le Centre droit, tout comme son ami Dietrich Christian von Buttel (de), où il joue un rôle de premier plan en tant que membre du conseil d'administration. En matière de politique constitutionnelle, il prône une monarchie constitutionnelle et, en matière de politique nationale, une petite solution germano-prussienne. Le 3 avril 1849, Rüder est membre de la Députation impériale qui offre au roi de Prusse Frédéric-Guillaume IV la couronne impériale - signe de la réputation particulière dont jouit Rüder au sein du Parlement.
Après que la gauche a prévalu à Francfort avec la campagne de constitution impériale, Rüder s'associe à Buttel et démissionne le 26 mai 1849 du Parlement. En juin 1849, il rejoint le post-parlement de Gotha, dans lequel 150 membres de l'ancien groupe impérial héréditaire du parlement de Paulskirche soutiennent la petite solution allemande. En janvier 1850, il est élu à l'éphémère Parlement de l'Union d'Erfurt avec Carl Zedelius et Wilhelm Selkmann (de), où il appartient à la faction libérale de droite du parti constitutionnel. Ce parti est considéré comme la gauche politique de ce parlement en raison du manque de représentants libéraux et démocratiques de gauche. En mars et avril 1850, Rüder est également vice-président du Parlement.

### Autres activités politiques à Oldenbourg
Son activité politique, qui montre des traits de plus en plus conservateurs et réactionnaires, se limite alors au conseil municipal d'Oldenbourg (auquel il appartient de 1846 à 1858) et au Parlement oldenbourgeois (de) (auquel il appartint de 1851 à 1858). Au conseil municipal, il s'oppose à un projet de code communautaire rédigé par son ancien camarade Carl Bucholtz et fait campagne pour le renforcement de l'exécutif monarchique. Dans le 2e parlement d'Oldenbourg à partir de 1849, il défend l'alliance entre Oldenbourg et la Prusse et critique vivement le rejet de l'alliance des trois rois par le 1er parlement d'Oldenbourg peu avant.
En outre, Rüder participe à la création de l'amendement constitutionnel à la «Loi fondamentale révisée de l'État pour le Grand-duché d'Oldenbourg» à partir du 22 novembre 1852, qui affaiblit le rôle du parlement et participe à la rédaction d'une nouvelle constitution judiciaire pour le Grand-duché. Lorsque le port de guerre prussien de Wilhelmshaven est fondé, Rüder soutient les efforts du gouvernement d'Oldenbourg, après avoir déjà fait campagne à l'Assemblée nationale avec les autres députés d'Oldenbourg pour la construction d'un port de guerre pour une flotte entièrement allemande sur le Jade. Rüder soutient également secrètement la construction du port en achetant le terrain requis en privé au nom de son beau-frère Theodor Erdmann, qui dirige l'ensemble des négociations, empêchant ainsi la spéculation foncière.
En 1857, il se retire de la politique et prend la direction du nouveau bureau du procureur d'Oldenbourg, qu'il occupe jusqu'en 1879.

### Note finale
Malgré les traits indubitablement individuels et régionaux, la carrière politique de Rüder est un exemple précoce et typique du développement de la bourgeoisie allemande éduquée et propriétaire. Le radical étudiant est devenu un libéral modéré qui s'est transformé plus tard en un conservateur modéré.

### Autres engagements
En plus de ses activités politiques, Rüder est également actif dans les affaires pendant ces années, il est donc l'un des initiateurs et des membres du conseil d'administration de la Weser-Hunte-Dampfschiffahrts-Gesellschaft fondée en 1845. En 1856, il est président directeur de Reederei Visurgis AG, membre du conseil d'administration de la compagnie d'assurance oldenbourgeoise en 1857 et participe à divers projets ferroviaires et à des initiatives de démarrage bancaire.

## Honneurs
- Ordre de l'Aigle rouge de 3e classe (1860)
- Ordre royal de la Couronne (Prusse)  de 2e classe (1870)
- Ordre du Mérite du duc Pierre-Frédéric-Louis
  - 1872 Chevalier de 2e classe
  - 1873 Chevalier de 1re classe

## Travaux
- Handbuch zur Kenntnis der Particular-Gesetzgebung des Fürstentums Lübeck. Verlegt bei Struve. Eutin. 1837.
- Erinnerungen aus der deutschen Bewegung der Jahre 1848 bis 1850. Herausgegeben von Paul Wentzcke. Stalling Verlag. Oldenburg. 1912.